# Dream On (chanson d'Aerosmith)
Pour les articles homonymes, voir Dream On.
Singles de Aerosmith
Mama Kin
(1973) Same Old Song And Dance
(1973)
Dream On est une chanson du groupe de hard rock américain Aerosmith sortie en 1973. Écrite par Steven Tyler, le chanteur, cette chanson est une power ballad,,.
Ce single, extrait du premier album Aerosmith a obtenu la 6e place du Billboard Hot 100 et est également cité à la 172e place du classement Rolling Stone des 500 meilleures chansons de tous les temps.
La chanson reçoit le Grammy Hall of Fame Award en 2018.
1. Dream On - 4 min 24 s
2. Dream On - Live - 4 min 36 s
3. Walk this way - 3 min 31 s

## Certifications
| Pays               | Certification | Unités certifiées     |
| ------------------ | ------------- | --------------------- |
| Allemagne (BVMI)   | Or            | 250 000               |
| États-Unis (RIAA)  | 4 × Platine   | 4 000 000             |
| Grèce (IFPI Grèce) | Or            | 1 000 000 (streaming) |
| Italie (FIMI)      | Platine       | 50 000                |
| Royaume-Uni (BPI)  | Platine       | 600 000               |

## Reprises
Eminem a utilisé un sample de cette chanson pour sa chanson Sing for the Moment. De nombreux artistes ont également repris cette chanson, tels que Tori Amos, les groupes The Mission ou Train, Ronnie James Dio et Morgan James (en) accompagnée par l'orchestre de Postmodern Jukebox.

## Utilisations
Cette chanson a été diffusée dans plusieurs films, notamment Last Action Hero (avec Arnold Schwarzenegger), Miracle avec Kurt Russell, Argo avec Ben Affleck ou encore 31 avec Sheri Moon Zombie. Reprise également dans l'épisode 3 de la saison 3 de la série "Cold Case : Affaires classées" : Le Tueur d'Halloween, en fermeture de l'épisode 9 de la saison 6 de "Ray Donovan" et de l'épisode  5 de la saison 2 de The Boys (série télévisée). La musique fut également reprise à travers des memes sur internet et notamment un où Kratos le protagoniste de la saga God of War, chute du haut d'une falaise.